# Dennis Hayden
Dennis Hayden, né à Girard (Kansas États-Unis) le 7 avril 1952, est un acteur américain et directeur de production.
Hayden a participé à 40 productions, principalement dans des petits rôles. Il a participé à Die Hard, 48 Heures de plus, Action Jackson et L'Homme au masque de fer.

## Filmographie
- Piège de cristal
- Action Jackson
- Résistance
- Mistresses